# Толсти Врх (Дравоград)
Толсти Врх (словен. Tolsti Vrh) је насељено место у општини Дравоград, Корушка регија, Словенија. Део је насеља Толсти Врх, које је административним границама подељено на два насеља: Толсти Врх, (Дравоград) и Толсти Врх (Равне на Корошкем).

## Историја
До територијалне реорганизације у Словенији био је у саставу старе општине Дравоград.

## Становништво
У попису становништва из 2011. Толсти Врх је имао 61 становника.
| Број становника према пописима | Број становника према пописима | Број становника према пописима |
| ------------------------------ | ------------------------------ | ------------------------------ |
| 1991                           | 2002                           | 2011                           |
| 67                             | 77                             | 61                             |